# Rhinestone (filmmusik)
Rhinestone var filmmusiken till filmen Rhinestone från 1984 med Dolly Parton och Sylvester Stallone. Dolly Parton skrev låtarna och fick två top tio-countrysinglar: "God Won't Get You" och listettorna "Tennessee Homesick Blues". Dolly Parton förklarade i sina memorarer, My Life and Other Unfinished Business, att hon räknar filmmusikalbumet som bland det bästa hon gjort, även om filmen fick dålig kritik och blev en kommersiell flopp. Hon räknar också "What a Heartache" som en personlig favorit av alla låtar hon skrivit, och hon har sedan gjort två nyinspelningar.

## Låtlista
Alla låtar framförda av Dolly Parton om inget annat anges.
1. "Tennessee Homesick Blues"
2. "Too Much Water" by Randy Parton
3. "The Day My Baby Died"
4. "One Emotion After Another"
5. "Goin' Back To Heaven" av Stella Parton och Kin Vassy
6. "What A Heartache"
7. "Stay Out Of My Bedroom"
8. "Woke Up In Love"
9. "God Won't Get You"
10. "Drinkinstein" av Sylvester Stallone
11. "Sweet Lovin' Friends" av Dolly Parton och Sylvester Stallone
12. "Waltz Me To Heaven" av Floyd Parton
13. "Butterflies"
14. "Be There"